# Hermann Schaefer (Politiker, 1848)
Hermann Schaefer (* 30. August 1848 in Ortenberg (Hessen); † 21. Oktober 1932 in Darmstadt) war ein deutscher Verwaltungsbeamter, der als Amtmann und Bürgermeister der Stadt Herne wirkte.

## Leben
Der Sohn eines Richters wählte eine militärische Laufbahn als aktiver Offizier. Er nahm 1866 als Leutnant in einem hessischen Infanterieregiment am Deutschen Krieg gegen Preußen und 1870/1871 am Krieg gegen Frankreich teil. Während seiner Militärzeit wurde er zweimal verwundet. Im Jahr 1875 verließ er als Hauptmann die Armee und wechselte in die Kommunalverwaltung, wo er zunächst Beschäftigung in Münster fand.
Von Münster gelangte er zum 1. September 1876 in die damalige neue Landgemeinde Ückendorf, wo er die Stellung als Amtmann einnahm. Er heiratete 1877 in Bessungen, wurde aber bereits ein Jahr später Witwer. Vom 15. Juli 1879 bis zum 1. April 1897 war er beamteter Amtmann der Landgemeinde Herne im Kreis Bochum als Nachfolger des Hauptmanns Karl von Bock und Polach.
Während Schaefers Tätigkeit entwickelte sich Herne von einer Landgemeinde zu einer Industriestadt. Sein erklärtes Ziel war es, die Landgemeinde Herne zu einer Stadt weiterzuentwickeln. Im Laufe dieser Phase erfolgte im Jahr 1897 seine Ernennung zum ersten Bürgermeister von Herne. Die Bevölkerungszahlen der Stadt, stiegen ebenso wie des gesamten Ruhrgebiets enorm an. Neun Jahre nach Schaefers Ernennung zum Bürgermeister schied Herne zum 1. Juli 1906 als nunmehr kreisfreie Stadt aus dem Landkreis Bochum aus. Im Jahr darauf trat Schaefer zum 1. Oktober 1907 mit 59 Jahren aus gesundheitlichen Gründen auf eigenen Wunsch in den Ruhestand.

## Ehrungen
- Am 2. September 1907 wurde er zum ersten Ehrenbürger der Stadt Herne ernannt.[1]
- Seit dem 28. Oktober 1907 trägt die ehemalige Oststraße in Herne seinen Namen.[1]

## Schriften
- Aus 80 Jahren. Erinnerungen. C. Th. Kartenberg, Herne 1929.